# SC Waldgirmes
Der SC Waldgirmes ist ein rund 700 Mitglieder zählender Sportverein aus dem hessischen Waldgirmes. Neben der bekanntesten Abteilung – den in der Hessenliga spielenden Fußballern – gibt es die Abteilungen Tischtennis, Damengymnastik, Skigymnastik und Radsport.

## Geschichte
Der Verein wurde im Jahr 1929 als SG Waldgirmes gegründet. Nach dem Zweiten Weltkrieg spaltete sich der FC Waldgirmes von der Sportgemeinde ab, bevor sich die beiden Vereine 1952 im neu geschaffenen SC Waldgirmes wieder zusammenschlossen.
Im Jahr 1970 stiegen die Fußballer des Vereins in die Gruppenliga – der heutigen Fußball-Verbandsliga Hessen – auf und gehörte mit zwei Unterbrechungen nach den Abstiegen 1975 und 1992 dieser Klasse bis ins Jahr 2002 an. 2002 stieg der Sport Club als Meister der Landesliga erstmals in die Fußball-Hessenliga auf, musste diese jedoch bereits im ersten Jahr als Tabellenletzter wieder verlassen. Nach dem sofortigen Wiederaufstieg im Jahr 2004 gehörte Waldgirmes bis zur Saison 2012/13 der Hessenliga an. Während dieser Zeit gelang der Mannschaft das Erringen des Meistertitels (Saison 2008/09). Der Verein verzichtete jedoch aufgrund von nicht umsetzbaren Anforderungen an Vereinsstruktur und Spielstätte auf den Aufstieg in die Regionalliga. Nutznießer hiervon war der zweitplatzierte Verein FC Bayern Alzenau.
In den folgenden Spielzeiten 2009/10 und 2010/11 wurde Waldgirmes Vizemeister der Hessenliga. Nach dieser erfolgreichen Phase in der höchsten hessischen Spielklasse war es der Mannschaft in der Saison 2012/13 nicht mehr möglich, den Klassenerhalt zu erreichen, und es folgte der Abstieg in die Fußball-Verbandsliga Hessen. Nach einem vierten und zwei dritten Plätzen holte der SCW 2017 den Meistertitel der Verbandsliga Staffel Mitte und spielt somit seit der Saison 2017/18 wieder in der Fußball-Hessenliga.

## Erfolge
- Meister der Verbandsliga Mitte 2017 mit der Ersten Mannschaft
- B-Junioren Vize-Meister der Bezirks-/Gruppenliga Gießen/Marburg 2012, Aufstieg Oberliga Hessen
- Meister der Hessenliga 2009 mit der Ersten Mannschaft
- A-Junioren Meister der Bezirks-/Gruppenliga Gießen/Marburg 2006, 2013 Aufstieg Oberliga Hessen
- Meister der Landesliga Hessen-Mitte 2002, 2004 mit der Ersten Mannschaft
- Meister der Bezirksoberliga Bezirk Gießen/Marburg 2005 mit der Zweiten Mannschaft

## Bekannte Spieler
- Harald Gärtner
- Jörg Kaessmann
- Masih Saighani
- Dominik Stroh-Engel
- Daniel Vier
- Deniz Vural